# Sinspelt
Sinspelt là một đô thị ở huyện Bitburg-Prüm, trong bang Rheinland-Pfalz, phía tây nước Đức. Đô thị Sinspelt có diện tích 2,44 km², dân số thời điểm ngày 31 tháng 12 năm 2006 là 445 người.